# Alec Holland
Alec Holland es un personaje ficticio de los cómics publicados por DC Comics. Es sobre todo un personaje de las diversas series Swamp Thing.
Holland apareció en su primera adaptación en vivo en la película de 1982 interpretada por Ray Wise. Dick Durock asumió el papel en la película secuela The Return of Swamp Thing junto con Holland. Durock continuó interpretando al personaje en la serie de televisión de 1990 junto con la Cosa del Pantano. El personaje fue interpretado por Andy Bean en la serie de televisión para el servicio de transmisión de DC.

## Historial de publicaciones
Alec Holland apareció por primera vez en Swamp Thing #1 (octubre-noviembre de 1972), creado por el escritor Len Wein y el artista Bernie Wrightson.

## Biografía ficticia
En una instalación secreta ubicada en los pantanos de Luisiana, el científico Alec Holland y su esposa Linda inventan una fórmula biorreconstituyente que puede resolver los problemas de escasez de alimentos de cualquier nación. Dos matones que trabajan para Nathan Ellery, jefe de la organización criminal Cónclave, irrumpen en el laboratorio de Alec, lo noquean y colocan una bomba en las instalaciones. Alec se despierta cuando explota la bomba. En llamas, corre hacia el pantano. Su cuerpo está empapado en la fórmula biorreconstituyente, y esto afecta la vida vegetal del pantano, imbuyéndola con la conciencia y los recuerdos de Alec. La vida vegetal recién consciente forma una apariencia humana y se eleva desde el pantano como Swamp Thing, el último de una larga línea de elementales de la Tierra creados cuando Green necesita protección.
Swamp Thing originalmente piensa que él es Alec Holland, transformado por el extraño accidente en un monstruo. Busca recuperar su cuerpo humano, pero a menudo se encuentra con la oposición de Anton Arcane y su legión cada vez mayor de "Un-Men". Después de finalmente derrotar a Arcane, los hombres del general Sunderland atacan a Swamp Thing en una operación militar encubierta. Los ataques resultantes abren un agujero en la cabeza de Swamp Thing y destruyen la vida de muchos de sus amigos. Sunderland lleva el cuerpo de Swamp Thing de vuelta a Sunderland Corp para estudiar y descubrir el secreto de la fórmula biorreconstituyente.
Sunderland contrata a Floronic Man para estudiar el cuerpo de Swamp Thing, que almacena en un criocofre. En el transcurso de su investigación, Floronic Man deduce que Swamp Thing es una planta que cree que es Alec Holland; el verdadero Alec Holland murió en la explosión. Sunderland y Floronic Man se separan en malos términos, por lo que el científico usa los sistemas informáticos automatizados de Sunderland para subir el termostato en el criopecho de Swamp Thing. Esto permite que el cuerpo de Swamp Thing se regenere y, en su búsqueda de Sunderland, se topa con el informe de Floronic Man, que lo enfurece sin sentido. Él mata a Sunderland y se dirige a los pantanos.
Swamp Thing entra en estado de shock al conocer sus verdaderos orígenes. Se enraiza en el pantano y pasa tres semanas soñando; su mente finalmente viaja al Green. Floronic Man regresa al pantano y descubre la conexión de Swamp Thing con Green, pero la experiencia lo vuelve loco. Al consumir partes del cuerpo de Swamp Thing (que se regeneran a sí mismas o son básicamente superfluas para su existencia continua), Floronic Man puede influir en el crecimiento de las plantas en la medida en que todas las plantas en la Tierra se vuelven esencialmente hostiles para la humanidad. Cuando Swamp Thing se da cuenta de la presencia de la influencia corruptora de Floronic Man allí, se vuelve a la realidad. Se pone al día con Floronic Man y convence al villano de que su guerra contra la vida animal no tiene sentido, recordándole que la vida vegetal y la vida animal se necesitan mutuamente para sobrevivir.
Una incipiente amistad crece entre Swamp Thing y Abby Cable, la sobrina de su némesis muerto Anton Arcane. Su esposo, Matthew, se siente resentido por su desinterés en el sexo y recurre al alcohol, empujándola aún más hacia la Cosa del Pantano. Ella le pide ayuda cuando sus estudiantes autistas en Elysium Lawns son atormentados por Kamara el Rey Mono. Swamp Thing destruye al demonio con la ayuda de Etrigan el Demonio. La misma noche que el demonio ataca, Matthew se va para ayudar a Abby. Su alcoholismo hace que choque su auto, hiriéndolo de muerte. Para mantenerse con vida, hace un pacto con el espíritu de Anton Arcane, quien posee su cuerpo.
Más tarde, Swamp Thing es visitado por el fantasma de Alec Holland y se entera de que el esqueleto de Alec todavía yace en el fondo del pantano. Buceando, Swamp Thing recupera los huesos y les da un entierro adecuado. Esto permite que el espíritu de Alec se libere del plano terrenal y ascienda al cielo.
Después de semanas, Abigail se da cuenta de que el hombre que creía que era su esposo es en realidad su tío Anton. Su sentimiento de asco la envía a un horrible shock. Swamp Thing se enfrenta al poseído Matthew y, con la guía del monstruo, descubre el cuerpo de Abby. Enfurecido porque Arcane envió el "alma" de su sobrina al infierno, Swamp Thing golpea a Arcane hasta convertirlo en pulpa, lo que permite que el espíritu atrapado de Matthew arroje el alma del hechicero fuera de su cuerpo y de regreso al inframundo. El devuelve el control de Matthew de su cuerpo, pero lo deja en coma.
Para arreglar las cosas, la Cosa del Pantano viaja al Verde, al Mundo de los Espíritus y al Infierno, todo para recuperar el alma de Abby. Se ve obligado a luchar contra una legión de condenados, incluido Anton Arcane, pero vuelve a prevalecer con la ayuda de Etrigan. Después de que Abby vuelve a la vida, Swamp Thing y Abby se confiesan su amor. Para celebrar el comienzo de su relación, Swamp Thing cultiva tubérculos alucinógenos para que Abby los coma, lo que le permite ver el mundo como él lo ve.
El cuerpo de Swamp Thing es destruido después de un encuentro con Nukeface, un hombre saturado por niveles peligrosos de radiación. Envía su mente al Green para intentar formar otro cuerpo, y con la ayuda de Abby y semanas de esfuerzo, Swamp Thing reforma la mayor parte de su nuevo cuerpo. Mientras tanto, el ocultista John Constantine el Hellblazer escucha noticias de un peligro inminente y encuentra su camino hacia el pantano. Al encontrarse con la Cosa del Pantano, le informa a la criatura que es una planta elemental. Constantine insinúa que sabe mucho más sobre la naturaleza de Swamp Thing de lo que dice y promete discutir más a fondo los asuntos si Swamp Thing se encuentra con él en Rosewood, Illinois, dentro de una semana.
Constantine le informa a Swamp Thing que no ha destruido por completo a la población de vampiros de Rosewood durante su último encuentro con ellos, y que varios de ellos se adaptaron a vivir en un entorno acuático. Swamp Thing recuerda que el agua corriente puede destruir a los vampiros; solo pueden vivir bajo el agua porque el cuerpo de agua que cubre Rosewood está estancado. Para lidiar con ellos, Swamp Thing extiende sus habilidades más que nunca, formando un nuevo cuerpo a partir de una montaña y dejando que su río se fusione con el de Rosewood, eliminando así a los vampiros. En lugar de proporcionar información nueva, Constantine le dice a Swamp Thing que se reúna con él en Maine dentro de dos semanas.
En Kennescook, Maine, Swamp Thing se encuentra con Phoebe, un hombre lobo lleno de indignación en nombre de las mujeres abusadas y oprimidas a lo largo de la historia. Él evita que ella mate a su esposo, pero se ve obligado a mirar impotente cómo se suicida. Constantine llega poco después y le dice a Swamp Thing que regrese a Luisiana.
Abby encuentra trabajo en el plató de una telenovela que se está filmando en la antigua plantación Robertaland. Las cosas salieron mal cuando los actores principales fueron poseídos por los espíritus de los terratenientes asesinos. Los esclavos muertos que trabajaban en la plantación se levantaron de la tumba como zombis. Sintiendo el mal allí, Swamp Thing quema Robertaland hasta los cimientos después de darse cuenta de que es la fuente de su poder.
Eventualmente, Swamp Thing ve un patrón emergente en todas las monstruosidades que ha estado enfrentando en todo Estados Unidos, pero admite que necesita que Constantine se lo explique. Constantine le indica que viaje a San Miguel, California, y le promete que esta será la última etapa de su misión antes de que revele todo lo que sabe.

### Crisis on Infinite Earths
En San Miguel, Swamp Thing visita la mansión abandonada de Cambridge, atormentada por todas las personas que alguna vez han sido asesinadas por el arma de fuego repetidora de Cambridge. Un grupo de buscadores de emociones fue amenazado por los fantasmas. Swamp Thing logró exorcizar a los fantasmas de la mansión haciendo el sonido de un martillo en una gran mesa en el interior. Luego, aparece Constantine y explica que quería que Swamp Thing viera de primera mano los efectos que la crisis que se avecina está teniendo en la Tierra.
Swamp Thing y Constantine son testigos de los efectos de la Crisis: cielos rojos como la sangre, y personas y bestias de muchos períodos de tiempo diferentes, desplazados hasta el presente. La pareja fue repentinamente teletransportada al satélite del Monitor por Alexander Luthor, Jr. Constantine le presentó la Cosa del Pantano a Alexander, quien había formado un plan para asegurarse de que la realidad sobreviviera a la Crisis. Constantine prometió que Swamp Thing también se aseguraría de que los reinos espirituales sobrevivieran a los efectos secundarios de la Crisis.
Constantine reveló que después de que terminara la Crisis, la realidad sería inestable y vulnerable por un tiempo. Mientras tanto, el antiguo culto de la Brujería se estaba aprovechando de esta situación para convocar a la Criatura de las Sombras que destruiría el Cielo. Para hacerlo, la Brujería necesitaba fomentar una creencia mundial en los monstruos y las cosas más oscuras de la vida. Ellos fueron los responsables de la serie de incidentes de pesadilla que Swamp Thing había contenido en las últimas semanas.
Él planea que él y la Cosa del Pantano viajen a América del Sur y luchen contra el culto, pero primero quiere que la Cosa del Pantano visite el Parlamento de los Árboles en Tefé, Brasil, donde promete que finalmente aprenderá la verdad sobre su naturaleza como elemental de una planta. Swamp Thing se despide de Abby por un tiempo y, mientras se besan, no se dan cuenta de que el fotoperiodista aficionado Howard Fleck les está tomando fotos.
Swamp Thing viaja a Brasil, donde se encuentra con el Parlamento de Áárboles. Allí, se encuentra con uno de los elementales de plantas anteriores, Alex Olsen. Olsen explicó que Swamp Thing es el último de una larga lista de elementales de plantas, que se habían unido al Parlamento en su retiro. Al comunicarse con los demás, Swamp Thing puede aprender las historias de sus predecesores.
Uniéndose a Constantine, Swamp Thing logra destruir a la Brujería inundando sus cuevas con tierra y aplastándolas con raíces de árboles. Su decisión de salvar la vida de Constantine proporcionó a la Brujería tiempo suficiente para enviar a su mensajero a despertar a la Criatura de las Sombras. Constantine y Swamp Thing luchan por idear un plan para lidiar con la Gran Bestia Malvada, y luego se separan.
Swamp Thing viaja a través de Green hacia el más allá, reclutando la ayuda de Deadman, Phantom Stranger, El Espectro y Etrigan. Juntos, se preparan para hacer frente a la Gran Bestia Malvada en el Infierno. Uno por uno, los aliados de Swamp Thing cayeron ante la Bestia, sin poder responder a sus preguntas, es decir, hasta que Swamp Thing intente ingresar por su propia voluntad, con intenciones pacíficas.
Reflexionando sobre lo que el Parlamento le enseñó sobre la naturaleza, ofreció ideas a la Gran Bestia Malvada de que su lugar en el universo es necesario; que el bien se fortalecería por su oposición al mal. Su charla despierta algo en la Gran Bestia Malvada. Cuando finalmente llega al Cielo, la Gran Bestia Malvada y la Presencia se unen en una alianza de equilibrio, cambiando la naturaleza del bien y el mal para todo el universo.
De vuelta en Luisiana, Swamp Thing se reunió con John Constantine nuevamente. Swamp Thing está angustiado al saber que, en su ausencia, Howard Fleck había publicado las fotos de él y Abby, causando tal escándalo que ella se escapó a Gotham City. La policía de Luisiana la había acusado de obscenidad y crímenes contra la naturaleza, y se convirtió en el trabajo de Gotham llevar a cabo su juicio y extraditarla.
Swamp Thing se apresuró a Gotham para liberar a Abby de la cárcel. Irrumpió en el juzgado de Gotham y exigió la liberación de Abby. Cuando su demanda es rechazada, aprovechó el Verde, usando su inmenso poder elemental para hacer que Ciudad Gótica se llene de vida vegetal. De esta manera, mantuvo a la ciudad como rehén hasta que su esposa sea liberada.
Mientras tanto, Batman le pidió a Swamp Thing que volviera a Gotham a la normalidad, y la negativa de la criatura conduce a una pelea en la que Batman es derrotado. Finalmente, Batman convence al alcalde de que Abby no ha cometido ningún delito y que sería lo mejor para todos si se retiraran los cargos en su contra. En respuesta, Swamp Thing elimina el crecimiento excesivo de Gotham.
Cuando Swamp Thing está a punto de reunirse con Abby, es atacado por Dwight Wicker y la inteligencia del Departamento de Defensa, que quiere vengar la muerte del general Sunderland. Lo aislaron del Green utilizando un codificador de comunicaciones proporcionado por Lex Luthor. Luego, lo prendieron fuego con napalm.
Bloqueado fuera de la frecuencia de Green, Swamp Thing sobrevive al intento de asesinato al sintonizarse con otro alienígena diferente. Se las arregló para hacer crecer un nuevo cuerpo en un planeta poblado solo por vegetación azul, sin conexión con el Verde. Se quedó en el planeta por un tiempo, explorándolo e incluso creando réplicas de plantas de personas que conocía de la Tierra para hacerle compañía. Al descubrir que esto no tenía sentido, destruyó sus creaciones y reunió el coraje para intentar hacer crecer un nuevo cuerpo vegetal en otra parte del universo.
Encuentra su camino hacia el planeta Rann, donde conoce y se hace amigo de Adam Strange. El planeta está pasando por una sequía devastadora, y se hicieron arreglos para encontrar una solución con los thanagarianos. La Cosa del Pantano se agachó bajo la superficie del planeta y recuperó su vida vegetal.
Intentó hacer crecer un cuerpo a partir de la vegetación en un planeta que parecía ser tecno-orgánico. Sin embargo, sin que él lo sepa, el planeta es consciente y buscó aparearse con él. La entidad obligó a la Cosa del Pantano a aparearse con ella, y luego la Cosa del Pantano huyó rápidamente por el universo para encontrar un nuevo lugar para hacer crecer un cuerpo.
Finalmente, Swamp Thing encontró su camino hacia el planeta J586, donde toda la vida vegetal es sensible. Con la ayuda de Green Lantern Medphyll, Swamp Thing aprendió a cambiar su frecuencia para poder regresar a la Tierra y al Verde.
Antes de reunirse finalmente con Abby, Swamp Thing asesinó a los hombres responsables del intento de asesinato.

### El Brote
Después de establecerse nuevamente con Abby en el pantano, Swamp Thing viajó al Parlamento de Árboles, pero es recibido con sorpresa y horror. El Parlamento lo había dado por muerto y, por lo tanto, había comenzado a crecer un brote que se convertiría en un nuevo elemental, una vez vinculado con un espíritu humano. El resultado de esto es que tener dos elementales activos al mismo tiempo alteraría el equilibrio de la naturaleza y causaría calamidades. El Parlamento le dio la opción de echar raíces en el Parlamento y dejar a Abby para siempre, o matar al Brote. Swamp Thing se negó a hacer cualquiera de las dos, sin importar las consecuencias.
Finalmente, Swamp Thing y Constantine idearon un plan mediante el cual vincularían al Brote a un huésped humano para que pudiera retirarse y estar con Abby hasta que fuera el momento de unirse al Parlamento.
El Brote intentó unirse a Solomon Grundy en Slaughter Swamp, pero el monstruo se resistió y finalmente se bañó en productos químicos tóxicos para obligar al Brote a salir. Durante su encuentro con Grundy, Swamp Thing se dio cuenta de que el Parlamento estaba tratando de matarlo para restablecer el equilibrio, dado que no mataría al Brote.
Regresó al Parlamento y exigió hablar con un comité para encontrar una solución al problema del Brote. Al comunicarse con los miembros, descubrió que a lo largo del tiempo ha habido cientos de elementales, todos los cuales alguna vez fueron humanos que fueron asesinados por el fuego. La reunión es una trampa y, a medida que experimentó el pasado de los miembros del comité, comenzó a echar raíces.
Al mismo tiempo, el Brote intentó vincularse con un hombre malvado y loco llamado Alan Bolland que acababa de morir en medio de un ataque terrorista. El Parlamento sintió el mal dentro de Bolland, y sacó a Swamp Thing de su hipnosis. Usó sus habilidades de cambio de frecuencia para obligar a los miembros del comité a salir al espacio, y el caos resultante obligó al Brote a salir del cuerpo de Bolland.
Los contactos de Constantine parecían indicar que las predicciones del Parlamento eran correctas: algo anda mal con el equilibrio de la naturaleza. Usando sus contactos, se las arregló para averiguar dónde y cuándo estaría listo el próximo candidato para vincularse con el Brote. Constantine hizo arreglos para ayudar a reconciliar a un hombre promedio llamado Gary Holland con la idea de convertirse en la próxima Cosa del Pantano, ya que su avión está destinado a estrellarse sin sobrevivientes. Mientras tanto, Swamp Thing había escondido el Brote en la Luna. A su regreso a través del Verde, se encontró con las almas perdidas de aquellos en el avión estrellado y los guio a todos al cielo, incluido su reemplazo previsto. Tendría que haber otro plan.
La pareja pasó por varios otros intentos fallidos, llegando incluso a tratar de unir al Brote con el amigo de Swamp Thing, Chester Williams. Afortunadamente, eso no es obligatorio. Swamp Thing decidió, a instancias de Abby, desarrollarse un cerebro más poderoso para resolver el dilema. Después de un mes y medio de deliberación, logró encontrar una solución.
Swamp Thing usó sus habilidades para tomar el control del cuerpo de Constantine, algo reacio, desplazando a Constantine al plano astral. Luego, en esa forma humana, Swamp Thing y Abby finalmente consumaron su relación, concibiendo un niño para que el Brote se uniera. En el cuerpo de un niño, el Brote tendría la oportunidad de aprender a un ritmo más lento.
A pesar de que aparentemente ha encontrado la felicidad con su esposa, los Dominators pronto atacan a la Cosa del Pantano. Dado que su armamento es de naturaleza vegetal, sabían que tenían que eliminar al único ser en la Tierra que fácilmente podría dejarlos sin dientes en su intención de invasión. Para deshacerse de él, los Dominadores usaron un dispositivo para desplazar a la Cosa del Pantano a tiempo.
Swamp Thing se encontró dentro del cuerpo de un soldado durante la Segunda Guerra Mundial en 1945. Allí, se encontró con un joven Anton Arcane, que usaba un matadero como laboratorio para la creación de sus Un-Men. Arcane usó un artefacto conocido como la Garra de Aelkhünd para enviar a la Cosa del Pantano más atrás en el tiempo.
La Cosa del Pantano ocupa entonces el cuerpo de un piloto francés derribado durante la Primera Guerra Mundial. Allí conoció a la abuela de Abby, Anaïs Arcane, quien llamó a su joven hijo médico, Anton, para tratar sus heridas. Naturalmente, el interés de Anton en la biología de Swamp Thing es menos que médico, y el resultado de su encuentro enfrentó a Swamp Thing con la Garra nuevamente, enviándolo más atrás.
Luego se despierta en el Viejo Oeste en 1872, donde está atrapado dentro de un gran trozo de ámbar. Finalmente, un equipo de héroes, incluidos Bat-Lash y Hawk Haukins, lograron liberarlo. Con suerte, Swamp Thing se las arregló para tomarse una foto con ellos, pensando que su esposa embarazada podría verlo y saber que está bien. Sabiendo que tenía que retroceder más, se enfrentó de buena gana a la Garra nuevamente.
Swamp Thing quedó atrapado nuevamente en una pieza de ámbar, cayendo en manos de Tomahawk, el héroe del Viejo Oeste. Otra exposición a la Garra lo envió de regreso a la época medieval cuando se encontró con Merlín, Shining Knight y un objeto que se creía que era el Santo Grial.
Más atrás, Swamp Thing se encontró con una tribu de hombres primitivos, que vivían en armonía con Verde, pero fueron asesinados por una raza de hombres más joven y violenta en la Edad de Hielo. Antes de morir, un chamán con el que Swamp Thing se hizo amigo le dio tres semillas y almacenó los espíritus de su gente dentro de una pieza de ámbar, lo que envió a Swamp Thing aún más atrás.
La Cosa del Pantano llegó en un momento en que el hombre aún no había nacido. Se encontró con tres de sus predecesores; Yggdrasil (el árbol de la vida), Tuuru (el árbol del conocimiento) y Eyam. Le explicaron que eran los tres fundadores del Parlamento de Árboles y lo enviaron una vez más al pasado.
En un mundo desolado y desprovisto de vida, Swamp Thing hizo crecer su cerebro una vez más y se dio cuenta de que fue él quien creó el Parlamento y comenzó la sucesión de los elementales de la Tierra. Plantó una de las tres semillas que le dan, que luego se convirtió en Yggdrasil, imbuyéndola con un mapa de todo su conocimiento. Luego, permitió que un flujo de lava lo alcanzara, convirtiendo la savia dentro de su cerebro agrandado en ámbar.
Finalmente, Swamp Thing se dio cuenta de que la razón por la que Garra lo envió atrás en el tiempo es que el trozo de ámbar que contiene es una versión futura de sí mismo. Esperó milenios hasta el día en que John Constantine encontraría el camino a la ubicación actual de la Garra y lo liberaría.
Finalmente liberado, Swamp Thing llega a casa justo a tiempo para presenciar el nacimiento de su hija, Tefé Holland.
Swamp Thing no sabe cuándo eligió a Constantine como sustituto para la concepción de su hija que había recibido una transfusión de sangre del demonio Nergal. Asimismo, no está preparado para el hecho de que los poderes de su hija se extiendan tanto al Verde como al Rojo. Un día, cuando lo ve desaparecer en el Verde, intenta hacer lo mismo y, en el proceso, destruye su cuerpo humano.
La forma astral de Tefé viajó a través del mundo de los espíritus hasta que terminó en las afueras del Infierno. Allí, llamó la atención del demonio Beelzebub, sin mencionar a Anton Arcane, quien logró obtener el estatus de demonio humilde a través de sus malos caminos. Arcane se asigna a Nergal, quien reconoció su propia corrupción dentro de Tefé. A través de esta corrupción, los demonios esperaban controlarla, aunque la niña se convirtió en el centro de una lucha política en el Infierno entre Spider Guild, Beelzebub y Azazel.
Swamp Thing entró en el mundo de los espíritus, donde se encontró con una serie de espíritus alienígenas que estaban atrapados en el más allá humano después del ataque de los Dominators. Juntos, viajaron al Infierno. Allí, Etrigan explicó la verdad sobre la corrupción demoníaca de Tefé. Al enfrentarse a Nergal, parecía que Swamp Thing no era rival para él. Más tarde, las maquinaciones de Arcane conectaron a Tefé con el sistema de riego de toda la ciudad, y cuando abrió una ventana a la Tierra, causó la destrucción de la ciudad y todos los demonios dentro.
La destrucción del jardín de Nergal liberó un espíritu particular en la Tierra. Es Matango, una forma de vida basada en hongos. Mientras tanto, Swamp Thing y su esposa buscan una manera de hacer que Tefé vuelva a tener un cuerpo físico. Con la ayuda de Constantine, determinan que debe ser ella quien recree el cuerpo ella misma, pero sin ningún conocimiento de anatomía, no podría hacerlo correctamente.
Un chamán le dio una pista a la Cosa del Pantano sobre la existencia de una fuente en el Jardín del Edén que puede permitir que cualquier ser tenga la capacidad de entender todos los idiomas. Con esto, Tefé pudo entender cómo reconstruir su propio cuerpo con instrucción. Swamp Thing se reunió con el Parlamento de los árboles para averiguar la ubicación de la fuente. Allí, se reunió con Yggdrasil, Eyam y Tuuru, quienes explicaron que gran parte de lo que le habían enseñado en el pasado es una artimaña para provocar el nacimiento de una híbrida planta-humana: Tefé.
Yggdrasil explica que al plantar la primera de las tres semillas, Swamp Thing provocó el nacimiento del Parlamento. El segundo se convirtió en su nave hacia adelante a través del tiempo. El tercero lo consume Tefé, y eso es lo que despertó a Matango. La semilla representaba los caminos de la antigua raza humana, que estaba en comunión con la naturaleza. La raza de hombres más nueva y más violenta sirvió mejor a las necesidades de Matango.
El Parlamento había residido una vez en el Jardín del Edén, pero una guerra con Matango y la fuerza vital basada en hongos conocida como Grey los obligó a salir. La fuente aún se encuentra en las ruinas de Eden, que se encuentra en lo que se conoció como la Antártida. Swamp Thing viajó allí, rescatando el alma atrapada de Eyam, recolectando un fragmento congelado de las aguas de la fuente y escapando por poco de la destrucción de los ángeles que protegían las ruinas.
Cuando un huracán amenazó a todo Luisiana, Swamp Thing regresó y le dio a Tefe el agua de la fuente. Con la ayuda de la amiga de Constantine, Brenda, y el chamán de Sarga, Tefé puede reconstruir la mayor parte de su cuerpo, pero Matango había reunido un ejército de sirvientes del Gris para capturar al bebé. El nuevo cuerpo que creció se corrompió con moho y hongos, lo que provocó que Swamp Thing lo destruyera, ya que el huracán arrasó el pantano y destruyó todo lo que estaba a la vista.
A la mañana siguiente, Swamp Thing y su familia decidieron llevar a Tefé al Parlamento de los árboles para su protección.

### La Búsqueda de los Elementales
A su llegada al Parlamento de Árboles, Yggdrasil ayudó a recrear el cuerpo de Tefé para ellos. Luego, el Parlamento le explicó a Swamp Thing que Matango fue una vez el 13 en la línea de elementales de plantas, y el último en compartir el conocimiento secreto de la creación del Parlamento a través de un ciclo de tiempo. Cuando Matango era protector de los Verdes, un meteoro formado por la destrucción de un planeta que es el hogar de los Grises aterrizó en la Tierra. Matango se ofreció como voluntario para albergar la nueva forma de vida con el fin de aprender más sobre ella. Su propia ambición fue corrompida por el impulso de consumo del Gris, y se convirtió en su agente.
Estalló una guerra entre los Verdes y los Grises, lo que obligó a los elementales a abandonar Eden. Para llegar a un compromiso, el Parlamento provocó una Edad de Hielo que permitió que la nueva raza del hombre conquistara a la vieja raza, de modo que, con el tiempo, si el hombre causaba la caída del Verde, el Gris podría ocupar su lugar. Al darle una semilla de la vieja raza a su hija, Swamp Thing hizo que el equilibrio se compensara. El Parlamento decidió que para salvar a los Verdes, necesitaban enfrentarse a Matango.
Swamp Thing comenzó a acumular un ejército de esos elementales atrapados por Grey durante la guerra. Matango anticipó esto, y todos los esfuerzos fueron en vano, lo que condujo a la captura y encarcelamiento de Swamp Thing, en las profundidades del Océano Pacífico. Swamp Thing arriesgó la muerte de todos los encarcelados al intentar formar un cuerpo allí, pero tiene éxito con la ayuda de otros.
Regresan al Parlamento, donde se enteraron de que Matango había atrapado a Abby y Tefé. Trepando por el tronco podrido de Yggdrasil, los alcanza y los libera antes de dirigirse a la guarida de Matango. Al descubrir que la debilidad de Matango es su antigua forma verde, Swamp Thing usó su propia piel contra él y cortó su conexión con Gris.
El Gris encuentra un recipiente nuevo y más neutral, que promete que esperará hasta que haya pasado el tiempo del Verde antes de permitir que el Gris herede la Tierra.
Después de un tiempo de poder vivir feliz con su familia, Swamp Thing se da cuenta del resurgimiento de Sunderland Corporation como una amenaza para el medio ambiente. Ahora dirigida por la hija del general Sunderland, Constance, Sunderland Corporation asumió una venganza personal contra Swamp Thing mientras perseguía sus intereses codiciosos y destructivos.
Mientras tanto, el poder de Tefé sobre las plantas y la carne se convirtió en un motivo de preocupación para sus padres cuando mostró una tendencia horrible a destrozar y matar a quienes la enojaban. Cuando mató al gato de la familia con ira, se decidió que Swamp Thing consultaría al Parlamento de los árboles en busca de ayuda. El Parlamento envió a Lady Jane para que actuara como institutriz de Tefé, lo que permitió que Swamp Thing centrara su atención en proteger el Verde.
Eventualmente, en el Infierno, Lucifer abdicó de su gobierno, permitiendo que muchos de los demonios atrapados allí escaparan, incluido Anton Arcane. Arcane regresó a la tierra de los vivos con la intención de poseer el cuerpo de Tefé y causar dolor a su sobrina Abigail. El intento de golpe de Arcane se ve frustrado por la aparición de Agony y Ecstacy, pero prometió regresar.
Cuando Constance Sunderland hizo que un ocultista llamado Doctor Polygon resucitara a su padre de la muerte, le proporcionó a Anton Arcane un cuerpo para albergar su espíritu. Usando la influencia de Sunderland y su propio poder, Arcane logró aterrorizar a su sobrina una vez más.
Con la amenaza del regreso de Anton Arcane, Abigail hace que Swamp Thing prometa quedarse con ella y su hija para protegerlos y ser esposo y padre. A regañadientes, acepta, pero el Parlamento de los árboles está disgustado con la decisión. Cuando apareció una gran amenaza para el medio ambiente y Green, Swamp Thing se ve obligado a elegir entre romper su promesa a Abby o permitir que Green sufra. En última instancia, no eligió ninguno y creó un doble de sí mismo para cuidar a su familia mientras protegía a Green. Tenía la intención de regresar con su familia una vez que la amenaza se hubiera solucionado, pero el Parlamento lo impidió, dejando que su doble se afianzara firmemente como el hombre de familia que no podía ser.
Después de estar fuera durante dos semanas, el cuerpo de Swamp Thing se restaura, pero con una apariencia alterada. Desaparecidas las toxinas, regresa a Luisiana para reunirse con su familia, pero el doble que creó cree que es más digno de estar con Abby y Tefé que Swamp Thing, y pelearon. Cuando Swamp Thing se da cuenta de que el doble no es simplemente una copia, sino una parte de él, Swamp Thing lo absorbe de nuevo en su cuerpo. Abby se disgusta cuando se da cuenta de su engaño y decide dejarlo y mudarse a Nueva Orleans con Chester Williams.
Swamp Thing se encuentra entre los héroes que asisten a un servicio conmemorativo para Green Lantern Hal Jordan. Como tributo a Hal y la Ciudad Costera destruida, Swamp Thing convierte la ciudad árida en un exuberante jardín.

### Brightest Day
Alec Holland vuelve a la vida gracias a la Entidad dentro de White Lantern, mientras que Swamp Thing se ha convertido en un ser de destrucción sin sentido. El último recuerdo consciente de Alec fue cuando se arrojó al pantano para extinguir las llamas que lo envolvían, sin recordar haber sido la Cosa del Pantano anteriormente. Constantine se encargó de buscar al Alec vivo y obligarlo a reunirse con la Cosa del Pantano como uno solo, devolviendo su conciencia. Sin embargo, dado que le habían devuelto la vida, Alec quería conservarla, y John concedió, dejándolo vivir.
La Entidad revela a Alec Holland como su campeón y un componente vital faltante de Swamp Thing. A diferencia de la encarnación anterior, una masa de vida vegetal humanoide con todos los recuerdos absorbidos de Holland, esta nueva y renovada Cosa del Pantano se generó directamente del cuerpo del propio Alec Holland. La Entidad imbuyó a Holland con todos los poderes del Verde que el primero había ejercido, incluido el gobierno elemental adicional sobre el fuego. Como Swamp Thing, Alec creció a una altura enorme para luchar contra el ser corrupto. Al derrotarlo, restauró el Verde a su orden natural.

### The New 52
En el reinicio de toda la compañía de DC Comics The New 52, Alec Holland vuelve a la vida, pero está obsesionado por los recuerdos de Swamp Thing. Alec intenta dejar atrás esos recuerdos y vivir la vida como carpintero en Luisiana, pero Green continúa buscándolo. El es visitado en el trabajo por Superman, quien le informa sobre extrañas muertes de animales en todo el mundo. Alec se niega a seguir investigando el asunto mientras le explica a Superman su búsqueda de una vida normal. Le cuenta a Superman cómo trató de volver a su trabajo de botánica y creó con éxito una fórmula bio-restauradora, pero también tuvo una visión de un mundo cubierto de verde, por lo que lo destruyó. Más tarde esa noche, Alec tiene pesadillas con Swamp Thing y se despierta para encontrar su habitación cubierta de plantas. Corre afuera, esta vez para destruir realmente la fórmula que mantuvo, solo para ser detenido por Swamp Thing.
Swamp Thing se revela como Calbraith A.H. Rodgers, un piloto de la Segunda Guerra Mundial que fue derribado pero transformado por Green en Swamp Thing. Alec se resiste a escuchar su mensaje, pero le permite hablar. Rodgers le cuenta a Alec sobre el ascenso de Sethe y Rot y la importancia de Alec como el próximo protector de los Verdes. Rodgers también confirma que la Cosa del Pantano de los recuerdos de Alec no era él y que Alec está destinado a ser el mayor protector de Green, un rey guerrero. Muere para entregar este mensaje a Alec y con sus últimas palabras advierte a Alec que se mantenga alejado de la mujer de cabello blanco. Alec regresa a su motel cuando todo el personal y los invitados se han convertido en secuaces de Rot. Alec casi es tomado cuando es salvado por una mujer en una motocicleta. Ella los ahuyenta y se detiene y se revela a sí misma como la mujer de cabello blanco, Abigail Arcane.
Abigail se detiene y exige que Alec "haga algo". Ella cree que él es Swamp Thing y le pone una pistola en la cabeza para que lo demuestre. Alec reacciona cuando las enredaderas y las raíces detienen a Abby. Él la suelta y explica que tiene los recuerdos de la criatura, pero que él no es Swamp Thing. Abby le pide ayuda para encontrar a su medio hermano, William Arcane, en un hospital de Texas. En el camino, Abby explica que Rot la llama de la misma manera que Green llama a Alec, pero cuando está cerca es más débil. Se detienen para descansar y Alec se aleja y entra en el Green. Le advierten que se acerca Rot, que se apoderará de su mundo y que han luchado en esta guerra durante millones de años y ahora es el turno de Alec de ser Swamp Thing. Alec afirma que están cerca de detener a William Arcane, pero el Parlamento insiste en que Abigail es la verdadera amenaza y que debería matarla ahora. Alec se despierta y encuentra a Abby saliendo y la detiene. Él argumenta que se mantenga cerca de ella y la proteja y continúan hacia William, quien se ha hecho cargo de un matadero en Stocks, TX. Mientras se abastecen en una armería, son atacados por William y sus monstruos reanimados. Alec ataca con enredaderas y raíces afiladas y empala o destroza a cada uno de los monstruos y retiene a William en un árbol. Corre hacia la ayudante de Abby y la besa. William comienza a celebrar y afirma que están condenados.
Alec inmediatamente siente que algo anda mal dentro de los Verdes y los siente gritar de miedo. Abby está cubierta por la Putrefacción que forma un capullo a su alrededor. Ella le ruega que se escape y la deje mientras él lo hace, de mala gana. Alec es perseguido por criaturas voladoras de Rot y las rechaza con una escopeta. Se detiene en el pantano más cercano y llama a Green para que lo lleve. Dicen que es demasiado tarde y que todo está perdido cuando Alec es empalado por detrás con una motosierra por un miembro de Rot. Mientras Alec agoniza, le ruega a Green que lo salve. The Green responde a su llamado, pero solo prolonga su muerte para extender su sufrimiento. Incluso frente a una muerte horrible, Alec continúa defendiendo a Abby ante el Parlamento de los árboles. Alec afirma que ella podrá rechazar la llamada de Rot tal como él pudo resistir la de ellos. Afirma que es la moderación humana lo que el Parlamento codicia, ya que habían perdido esa capacidad hace mucho tiempo. Alec ve a los Verdes no menos violentos y salvajes que los Rojos y los Rot. Pide que el Parlamento use su último poder para sacar la fórmula bio-reconstituyente de su bolsa y convertirlo en Swamp Thing. Alec les asegura que solo está haciendo esto para salvar a Abby, aunque sabe que una vez más se convertirá para siempre en el monstruo. El Parlamento está de acuerdo con su plan y abre la fórmula bio-reconstituyente. El cuerpo humano de Alec se destruye y se reemplaza con materia vegetal, cuando emerge de la cápsula como Swamp Thing, empalando a todos sus atacantes con enredaderas afiladas y raíces antes de que le crezcan alas y volar hacia Rot, declarando la guerra.
Alec, como la Cosa del Pantano nueva y mejorada, vuela al reino Rot y se enfrenta a Sethe. Alec le dice a Sethe que suelte a Abigail y "le ahorrará un poco de dolor". Sethe se ríe y envía a su ejército de muertos vivientes tras Alec. Alec logra abrirse camino a través de los cadáveres que caminan hacia Sethe, pero se detiene para ver a Abby salir de su capullo en su nueva forma. Alec intenta calmar a Abby en su nueva forma monstruosa, pero no funciona; Abby ahora solo tiene un pensamiento en mente: "Alec necesita morir".
Abby empala a Alec mientras el ejército de Seethe anima. Alec le ruega que se detenga, pero ella no puede controlarse. Alec se da vuelta y le ordena a Abby que se detenga y comienza a revertir su transformación usando vainilla cultivada a partir de semillas de orquídeas que colocó en melocotones que compartieron antes. Él vuelve a cambiar a Abby cuando Seethe se desata sobre él. Abby se pone de pie y destruye a Seethe y se lleva a Alec para tratar sus heridas. Ella lleva a Alec a un pantano donde extrajo la esencia del Parlamento y comenzó nuevos árboles. Alec y Abby comparten un beso antes de que él vuelva a dormir y se cure en el pantano.

#### Rotworld
Swamp Thing y Animal Man son engañados para que entren en Rot con la esperanza de detener a Arcane. Arcane les había tendido una trampa para tan pronto como entraran en la Putrefacción; un año completo avanza en el mundo sin su presencia. Esto se conoció como Rotworld. Arcane revela su plan a Alec y Buddy y los separa en Rotworld. Alec es encontrado por Hiedra Venenosa y Deadman, quienes lo llevan al Parlamento de los árboles, el último lugar vivo del mundo. Juntos luchan contra un ejército de Rotlings liderado por los Jóvenes Titanes de Rotworld. Swamp Thing crece hasta alcanzar un tamaño inmenso y aplasta a los Titanes. Deadman y Alec se dirigen a Gotham City en busca de un arma para derrotar a Rot. Swamp Thing construye un bote con vegetación y navega hacia Gotham. Son atacados por William Arcane, armado con el tridente de Aquaman. Los ataca con Starro el Conquistador bajo su control. La Cosa del Pantano y Deadman son tragados vivos por Starro hasta que Alec lo abre por dentro. Deadman se sacrifica tomando el control de William, lo que los mata a ambos. Alec llega a Gotham City, solo para encontrar a Batman ya tomado por Rot. Está retenido por Barbara Gordon, quien se ha mantenido con vida al ingerir el suero Man-Bat.
Barbara lleva a Alec al Arkham Asylum, que está protegido por una cúpula verde impulsada por Sr. Frío, Killer Croc y Floronic Man. Batman le dejó a Alec una muestra de la fórmula bio-restauradora junto con un robot armado para entregarla.

### The Brave and the Mold
Swamp Thing regresa a Gotham City en una escena del crimen donde Batman y el Comisionado Gordon están presentes. Les revela que el hombre asesinado era su padre, Lloyd McGinn. Sin mostrar tristeza por la muerte de su padre, le revela a Batman que solo lo vio una vez después de que se transformó, y la razón por la que vino fue porque quería saber por qué vino. Los dos se unen para descubrir al asesino y pronto descubren que era un asesino en serie conocido como Headhunter.
Batman y Swamp Thing se encuentran con Headhunter en una galería de arte. Él les dice que conoció a McGinn en un bar, cantando una canción de cuna. Le preguntó de qué se trataba la canción, a lo que McGinn respondió que se trataba de la "vida". McGinn preguntó si Headhunter sabía sobre la vida y respondió negativamente, diciendo que tal vez "sabía algo sobre la muerte". McGinn dijo que la vida y la muerte eran lo mismo. Después de que Headhunter le preguntó qué quería decir con eso, dijo que no sabía, pero eso fue lo que le dijo su hijo, Swamp Thing. Envidioso porque el hombre estaba relacionado con un superhéroe y obtuvo "todas las respuestas" que la gente normal no podía obtener, Headhunter descubrió dónde vivía y lo mató.
Enfurecido, Swamp Thing mata al Headhunter de inmediato, cantando la misma canción de cuna que hizo su padre. Él le revela a Batman que su padre solía cantar la canción cuando tenía miedo cuando era niño. Batman se enoja, alegando que fue utilizado por Swamp Thing. Swamp Thing se entristece por la relación distante con su padre y dice que Batman no entiende. Batman se ofende por la afirmación de que no entiende. Swamp Thing le dice que creía que Batman era la razón por la que vino y, como lo sabía, no tenía motivos para quedarse. Swamp Thing luego desaparece, dejando a Batman solo.

## En otros medios

### Televisión

#### Acción en vivo
- Alec Holland/Swamp Thing aparece en un anuncio de servicio público contra la basura que se transmitió en nombre de Greenpeace y coincidió con el lanzamiento de The Return of Swamp Thing.
- Alec Holland/Swamp Thing aparece en una serie de televisión homónima (1990), con Dick Durock retomando el papel principal de las películas Swamp Thing.
- Se rumoreaba que Alec Holland/Swamp Thing aparecería en un futuro episodio de Constantine, pero el programa fue cancelado antes de que el rumor pudiera ser probado o refutado.[2]
- Alec Holland/Swamp Thing aparece en una serie de televisión homónima (2019), interpretado por Andy Bean y Derek Mears respectivamente.[3][4][5][6][7] Esta versión es un científico deshonrado que manipuló los resultados de las pruebas para demostrar que tenía razón. El empresario Avery Sunderland lo contrata para investigar un virus que azota a Marais, Luisiana, aunque Holland cree que la investigación de Sunderland está relacionada con el virus y trabaja con Abby Arcane para investigar más a fondo. Holland recibe un disparo de un asaltante desconocido y su barco es destruido por dinamita. Muere a causa de sus heridas, pero el pantano lo cubre de enredaderas y transfiere sus recuerdos a una planta que luego se convertiría en Swamp Thing.

#### Animación
- Alec Holland/Swamp Thing aparece en una serie de televisión homónima (1991), con la voz de Len Carlson.
- Alec Holland/Swamp Thing hace un cameo en el episodio de la Liga de la Justicia, "Comfort and Joy".
- Alec Holland/Swamp Thing aparece en Justice League Action, con la voz de Mark Hamill.[8]
- Alec Holland/Swamp Thing aparece en Harley Quinn, con la voz de Sam Richardson. Esta versión es un hipster tranquilo con un moño de hombre y varias flores diminutas que salpican su cuerpo. Además, es un ex asociado de Hiedra Venenosa.

### Cine
- Alec Holland/Swamp Thing aparece en una película homónima, interpretado por Ray Wise y Dick Durock respectivamente. Esta versión de Holland fue convertida en Swamp Thing por Anton Arcane durante un accidente de laboratorio.
- Alec Holland/Swamp Thing aparece en The Return of Swamp Thing, interpretado nuevamente por Dick Durock. Esta versión de Swamp Thing es la conciencia de Holland reconstituida a través de la vida vegetal.[9]
- Alec Holland/Swamp Thing aparece en la serie de películas DC Universe Animated Universe (DCAMU):
  - Aparece por primera vez en Justice League Dark, con la voz de Roger R. Cross.[10][11] Para localizar a Félix Fausto, el equipo titular va a buscar a la Cosa del Pantano, quien accede a transportarlos al observatorio de Fausto, pero se niega a unirse a la lucha del grupo. Cuando la Liga de la Justicia intenta luchar contra Destiny, John Constantine convoca a Swamp Thing, quien acepta ayudar, pero es derrotado después de que Destiny toma el cadáver de Holland de su cuerpo.
  - Swamp Thing hace una aparición menor en Batman y Harley Quinn, con la voz de John DiMaggio.[12]
  - Swamp Thing aparece en Justice League Dark: Apokolips War, nuevamente con la voz de Roger R. Cross. Se sacrifica para ayudar a Constantine a destruir un Apokoliptian Reaper que Darkseid trajo a la Tierra.
- La encarnación de Alec Holland de Swamp Thing aparece en Teen Titans Go! to the Movies.
- El 31 de enero de 2023, se anunció el desarrollo de una película de terror homónima Swamp Thing en DC Studios.[13] Al día siguiente, The Hollywood Reporter confirmó que James Mangold estaba en las primeras conversaciones para dirigir la película después de los lanzamientos de Indiana Jones and the Dial of Destiny y su próxima película biográfica de Bob Dylan A Complete Unknown.[14]

### Videojuegos
- Alec Holland / Swamp Thing aparece en un videojuego homónimo.[15]
- Alec Holland / Swamp Thing aparece en DC Universe Online, con la voz de Chilimbwe Washington.
- Alec Holland / Swamp Thing aparece como un personaje jugable en Lego Batman 3: Beyond Gotham, con la voz de J. B. Blanc.
- Alec Holland / Swamp Thing aparece como un personaje jugable en Infinite Crisis, con la voz de Michael Dorn.
- Alec Holland / Swamp Thing aparece como un personaje jugable en Injustice 2, con la voz de Fred Tatasciore. En su final no canónico para un jugador, Swamp Thing le recuerda al planeta su presencia al hacer que los árboles y las plantas se apoderen de las ciudades de la Tierra. En el final para un jugador de Raiden, Swamp Thing se une a la recién formada Liga de la Justicia Oscura.
- Alec Holland / Swamp Thing aparece como un personaje jugable en Lego DC Super-Villains como parte del paquete DLC "Justice League Dark".

### Varios
Alec Holland aparece en el número 16 de The Batman Adventures. Esta versión vive con Pamela Isley, jubilada hace mucho tiempo, y se encuentra con una planta doppelganger que ella había creado antes para evitar que Batman la localizara.